# Fredrikstad/Sarpsborg
Fredrikstad/Sarpsborg este o localitate din comuna Fredrikstad și Sarpsborg, provincia Østfold, Norvegia, cu o suprafață de 57,17 km² și o populație de 106.758 locuitori (2013).